# Dinazzano Po

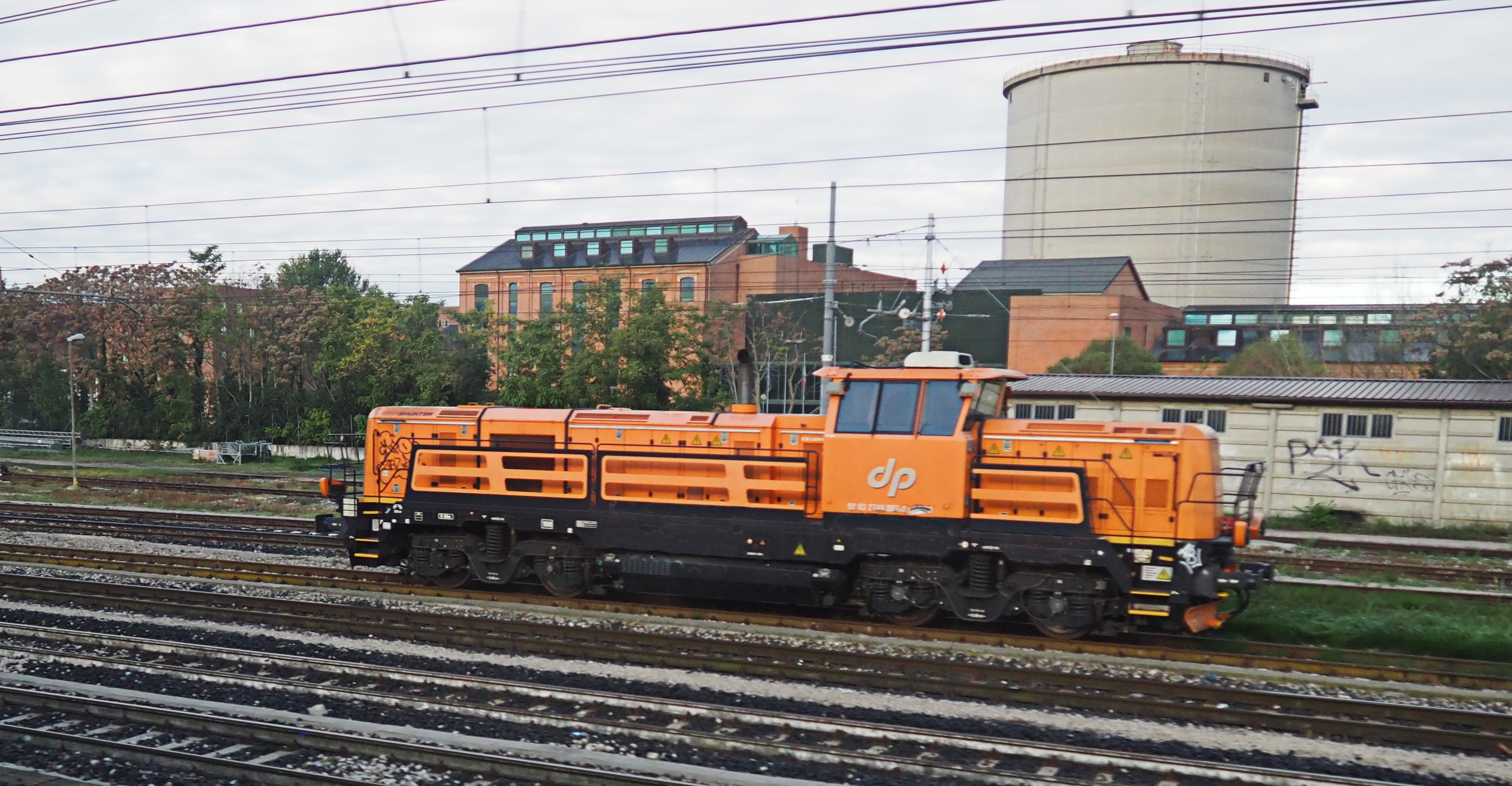
EffiShunter 1000, D744.1

Die Dinazzano Po S.p.A. ist ein italienisches Transportunternehmen mit Sitz in Reggio Emilia. Dinazzano Po wurde 2002 gegründet und ist seit 2012 im Schienengüterverkehr in Norditalien tätig. Die Züge des Unternehmens fahren auf den Netzen von Rete Ferroviaria Italiana und von Ferrovie Emilia Romagna (FER). Außerdem betreibt Dinazzano Po Güterbahnhöfe in Casalgrande und in Guastalla.
Das Unternehmen wurde 2002 von der FER als Betreiber des Umschlagbahnhofs in Dinazzano, eines Ortsteils von Casalgrande, gegründet. 2012 trennte die FER Infrastruktur und Betrieb, indem der Personenverkehr ab Februar 2012 durch die Trasporto Passeggeri Emilia-Romagna (TPER) und der Güterverkehr zum 27. Juni 2012 durch Dinazzano Po übernommen wurde. Die mehrheitlich durch die Region Emilia-Romagna, die Metropolitanstadt Bologna und die Gemeinde Bologna gehaltene TPER übernahm zugleich die Firmenanteile an Dinazzano Po von der FER. Die TPER besaß Ende 2022 95,35 % der Aktien; je 1,55 % entfielen auf Mercitalia Rail und die Betreiber des Hafens bzw. eines Umschlagbahnhofs in Ravenna.

## Fuhrpark
Dinazzano Po besitzt 35 Lokomotiven. Es handelt sich um Streckenlokomotiven E494, E483, G2000, D744.1, D284, G1000 und um Rangierlokomotiven verschiedener Baureihen.
Die Fahrzeughalterkennzeichnung ist DPO.